# Patrick Newley
Patrick Newley, geb. Patrick Nicolas Galvin, (Dublin, 25 maart 1955 - 29 mei 2009) was een Iers schrijver, journalist en theateragent.
Newley werd geboren in Dublin als zoon van de bekende Ierse dichter Patrick Galvin en groeide op in het Engelse Brighton. Na een korte theatercarrière richtte hij in het Londense West End een theateragentschap op. In de jaren 1990 ging hij steeds meer de journalistieke toer op, onder meer bij The Times, The Sun, Daily Mail, The Daily Telegraph en de Daily Express. Hij schreef ook overlijdensberichten voor The Times en The Stage en een aantal biografieën, onder meer van Rex Jameson (The Amazing Mrs Shufflewick (2007)), Douglas Byng, Tommy Trinder (You Lucky People! (2008)) en Bette Davis. Zijn autobiografie verscheen in 2006 onder de titel The Krays and Bette Davis.
- International Standard Name Identifier: 0000 0000 5440 8563
- Library of Congress Control Number: nr2006011848
- Virtual International Authority File: 2429771
- WorldCat: E39PBJfmrkt7JFXmvwWXt4p3wC